# 银背藤
银背藤（学名：Argyreia obtusifolia）为旋花科银背藤属的植物。分布在越南、缅甸、柬埔寨、泰国、老挝、马来半岛以及中国大陆的广东、海南等地，生长于海拔250米至1,800米的地区，多生长于沟谷密林中，目前尚未由人工引种栽培。

## 别名
个匹绸、白面水鸡、绸缎根、白鹤藤（广东、广西） 白背绸缎、白底丝绸（广西）